# Dolicholagus
Dolicholagus is een monotypisch geslacht van straalvinnige vissen uit de familie van kleinbekken (Bathylagidae).

## Soort
- Dolicholagus longirostris Maul, 1948